# Mario Tonincelli
| 221769 Cima Rest   | 15 aprile 2007   |
| 278591 Salò        | 15 luglio 2008   |
| 325455 Della Valle | 28 agosto 2009   |
| 343230 Corsini     | 22 novembre 2009 |
| 372573 Pietromenga | 24 ottobre 2009  |

Mario Tonincelli (...) è un astronomo amatoriale italiano.
Il Minor Planet Center gli accredita le scoperte di cinque asteroidi, effettuate tra il 2007 e il 2009, tutte in collaborazione con Wladimiro Marinello, Antonio Stucchi o Fulvio Zanardini.